# Berlin (Vermont)
Berlin – miasto w Stanach Zjednoczonych, w stanie Vermont, w hrabstwie Washington.